# 森下國雄
森下 國雄（もりした くにお、1896年6月20日 - 1975年5月7日）は、日本の政治家。衆議院議員（10期）。

## 経歴
栃木県塩谷郡阿久津村（現高根沢町）出身、早稲田大学政治経済学部卒業。コロンビア大学に留学する。外務参与官、外務次官、特派大使を歴任。1936年の総選挙で立憲民政党から立候補して初当選。終戦後公職追放された。1950年追放解除。追放解除後の1952年に自由党から政界復帰。その後、衆議院外務、建設各委員長、自民党代議士会長や道路調査会長、国土開発調査会長などを務めた。1972年の総選挙で落選した。1975年死去。

## 栄典
- 勲二等旭日重光章 - 1966年[1]。
- 勲一等瑞宝章 - 1969年[1]。